# Charaxes amycus
Charaxes amycus är en fjärilsart som beskrevs av Felder 1861. Charaxes amycus ingår i släktet Charaxes och familjen praktfjärilar. Inga underarter finns listade i Catalogue of Life.